# بيت دون
بيت دون (بالإنجليزية: Pete Dunne)‏ هو [[مروج (ترفيه)|مصارع المملكة المتحدة، ولد في 9 نوفمبر 1993 في برمنغهام في المملكة المتحدة يصارع حالياً في اتحاد دبليو دبليو إي.

## وصلات خارجية
- بيت دون على موقع دبليو دبليو إي (الإنجليزية)
- بيت دون على موقع CageMatch worker (الإنجليزية)
- بيت دون على موقع قاعدة بيانات المصارعة على الإنترنت (الإنجليزية)
- بيت دون على موقع عالم المصارعة على الإنترنت (الإنجليزية)
- بيت دون على موقع عالم المصارعة على الإنترنت (الإنجليزية)

- بيت دون على موقع IMDb (الإنجليزية)
- بيت دون على موقع قاعدة بيانات الفيلم (الإنجليزية)